# Michael Sellers
Michael "Slow Mike" Sellers är en svensk musiker, född den 11 maj 1965. Gitarrist i surfbandet Langhorns, gitarrist i Torsson och tidigare gitarrist och låtskrivare i rockbandet The Sinners. 